# ریکاردو سانتوس (والیبال ساحلی)
ریکاردو الکس کوستا سانتوس (انگلیسی: Ricardo Alex Costa Santos) (زاده ۶ ژانویه ۱۹۷۵) بازیکن والیبال ساحلی اهل برزیل است.
ریکاردو در المپیک سال‌های ۲۰۰۰، ۲۰۰۴ و ۲۰۰۸ به ترتیب مدال نقره، طلا و برنز را به دست آورد.